# Battaglia di El Albujón
La battaglia di El Albujón (nota anche come battaglia di Albujón) fu una battaglia combattuta nel corso della guerra di successione spagnola il 21 settembre 1706.

## Antefatto
Dopo la continua avanzata degli austriaci all'interno del territorio spagnolo della Murcia, la controffensiva borbonica nell'area venne affidata al vescovo Luis Antonio de Belluga y Moncada che mobilitò le forze spagnole contro l'avanzata degli austriaci, argomentando a lungo sui diritti legittimisti di Filippo V attraverso un'oculata campagna propagandistica che ebbe il suo palcoscenico ne La Gazeta de Murcia.
Il 4 settembre, un reggimento di anglo-olandesi composto da 6000 fanti, vari pezzi d'artiglieria, una sezione di genieri con ponti portatili, attraversò Espinardo con l'intenzione di occupare la Murcia. Il vescovo Belluga abbracciò l'idea di inondare l'area con l'acqua del fiume per rendere impraticabile l'avanzata della fanteria che attaccava. Senza imbarcazioni del caso, dopo alcuni scambi d'artiglieria, gli austriaci decisero di ritirarsi.
La battaglia rappresentò una grande vittoria per la propaganda angioina, permettendo di alleviare la pressione sulla Murcia da parte di Filippo V che così facendo poté lanciare una controffensiva. Il viceré Belluga pose come priorità la riconquista di Cartagena che era stata strappata dai filo-asburgici, motivo per cui pose una catena di posti di vigilanza al largo delle località di frontiera con la comarca del Campo de Cartagena.

## La battaglia
La principale fonte di informazione relativa a questa battaglia è sicuramente rappresentata da La Gazeta de Murcia del 23 settembre 1706, la quale riportò di un'azione bellica avvenuta due giorni prima nella località di El Albujón, situata a metà strada tra Cartagena e Murcia.
Martedì 21 settembre giunse da Murcia un contingente di 400 cavalieri e 200 fanti, diretto dal comandante conte Patricio Morán per i cavalieri e dal capitano José Hernández per i fanti, uomini entrambi di grande popolarità tra la soldatesca per i brillanti ruoli svolti alcune settimane prima nella Battaglia di Huerto de las Bombas. L'obbiettivo di questo distaccamento era quello di fermare i nemici costituendo un cordone militare di difesa. Giungendo presso El Albujón i franco-spagnoli incontrarono un contingente di 350 soldati austriaci, dei quali l'intero comparto di cavalleria si ritirò immediatamente verso Cartagena vista la superiorità numerica del nemico. La cavalleria borbonica caricò dunque la fanteria imperiale, la quale venne costretta a retrocedere ed a trincerarsi nelle case e nella torre campanaria del paese. I filippisti si accanirono sui nemici molti dei quali si diedero alla fuga, mentre altri furono fatti prigionieri.
I partigiani dell'arciduca persero tutti i loro uomini, tra morti, feriti e prigionieri. Questi ultimi furono in tutto 54 persone che vennero trasportate a Murcia assieme ai beni requisiti in paese, consistenti in cinque carri di cereali e diversi cavalli. Durante il combattimento rimase ucciso il comandante della fanteria spagnola, il capitano José Hernández.

## Conseguenze
La fine quasi immediata del combattimento fu una replica di una situazione insostenibile ormai nell'entroterra e anche presso le mura di Cartagena di cui incominciò l'assedio.